# Trigonobalanus doichangensis
Trigonobalanus doichangensis là một loài thực vật có hoa trong họ Cử. Loài này được (A.Camus) Forman miêu tả khoa học đầu tiên năm 1964.

## Hình ảnh

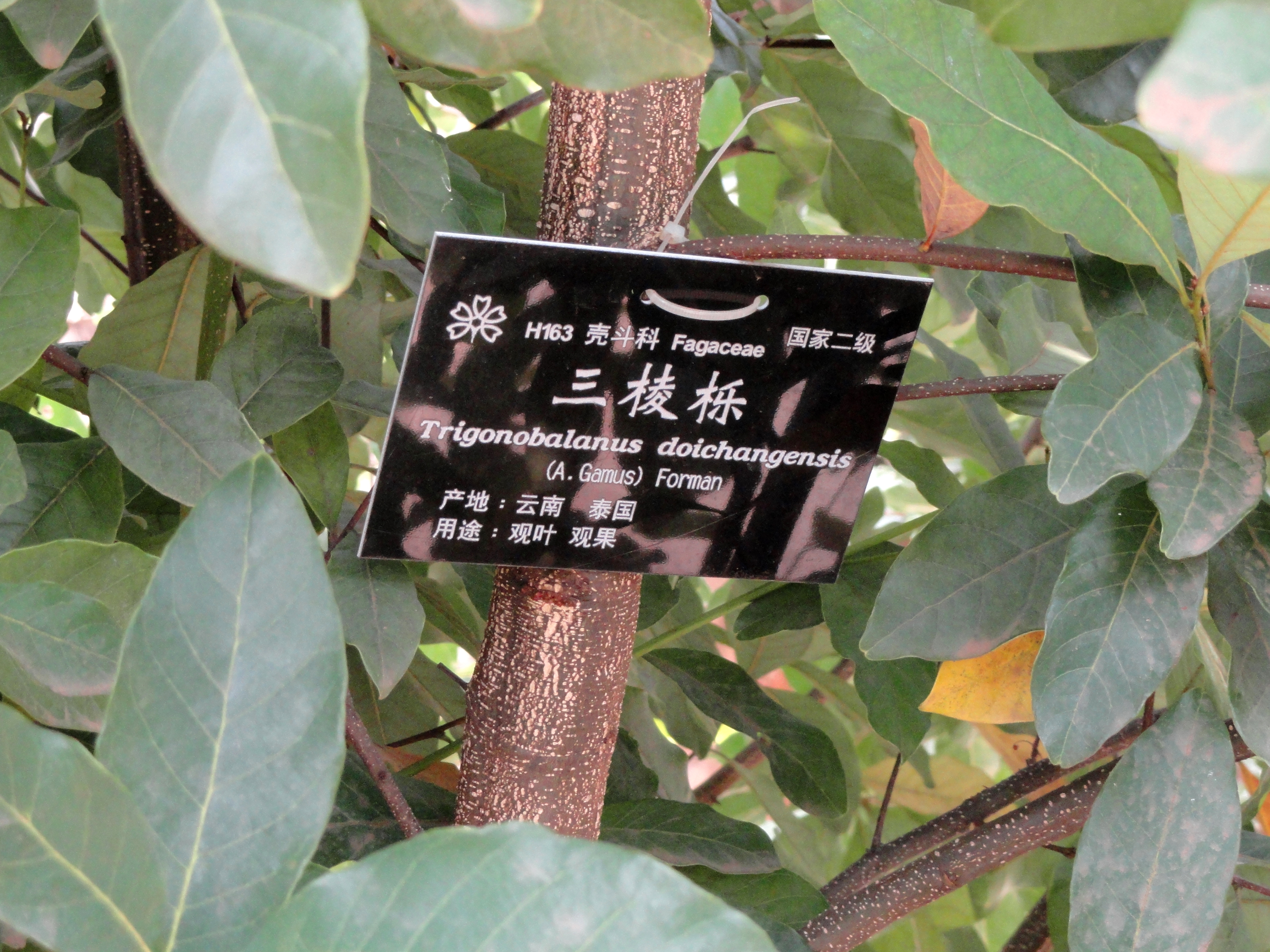